# تجمع بدو مشطوي (المهرة)

تعديل مصدري - تعديل

تجمع بدو مشطوي هو "تجمع بدوي" في  مديرية المسيلة التابعة لمحافظة المهرة، بلغ تعداد سكانها 73 نسمة حسب تعداد اليمن لعام 2004.